# Nicolò Martinenghi
Nicolò Martinenghi, född 1 augusti 1999, är en italiensk simmare.

## Karriär

### 2021
Martinenghi tog brons på 100 meter bröstsim vid olympiska sommarspelen 2020 i Tokyo. Han var även en del av Italiens lag som tog brons på 4×100 meter medley och som slutade på fjärde plats på 4×100 meter mixed medley.
I november 2021 vid kortbane-EM i Kazan tog Martinenghi guld på 100 meter bröstsim och brons på 50 meter bröstsim. Han var även en del av Italiens stafettlag som tog guld på 4×50 meter medley och silver på 4×50 meter mixed medley. I december 2021 vid kortbane-VM i Abu Dhabi tog Martinenghi fem medaljer. Individuellt tog han silver på både 50 och 100 meter bröstsim. I lagkapperna var han med och tog guld på 4×100 meter medley samt brons på 4×50 meter medley och 4×50 meter mixed medley.

### 2022
Den 19 juni 2022 vid långbane-VM i Budapest tog Martinenghi guld på 100 meter bröstsim och sänkte sitt eget italienska rekord med två hundradelar till 58,26 sekunder. Två dagar senare tog han silver på 50 meter bröstsim, endast tre hundradelar bakom amerikanska Nic Fink. Martinenghi var även en del av Italiens kapplag som tog guld på 4×100 meter medley.
I augusti 2022 vid långbane-EM i Rom tog Martinenghi totalt fyra medaljer. Individuellt tog han guld på 50 meter bröstsim och noterade ett nytt italienskt rekord med tiden 26,33 sekunder samt tog även guld på 100 meter bröstsim och tangerade det italienska rekordet på 58,26 sekunder. Martinenghi var också en del av Italiens kapplag som tog guld på 4×100 meter medley och noterade ett nytt mästerskapsrekord med tiden 3.28,46 samt tog silver på 4×100 meter mixed medley.
I december 2022 vid kortbane-VM i Melbourne tog Martinenghi fem medaljer. Individuellt tog han silver på både 50 och 100 meter bröstsim. Martinenghi var även en del av Italiens kapplag som tog guld och noterade ett nytt världsrekord på 4×50 meter medley samt som tog silver på 4×50 meter mixed medley och brons på 4×100 meter medley, där båda grenarna blev nya Europarekord.

### 2023–
I juli 2023 vid långbane-VM i Fukuoka tog Martinenghi delat silver med både Arno Kamminga och Nic Fink på 100 meter bröstsim. I december 2023 vid kortbane-EM i Otopeni tog han guld på 50 meter bröstsim och silver på 100 meter bröstsim samt var en del av Italiens kapplag som tog guld på både 4×50 meter medley och 4×50 meter mixed medley.
I februari 2024 vid VM i Doha tog Martinenghi silver på både 50 och 100 meter bröstsim samt var en del av Italiens kapplag som tog brons på 4×100 meter medley.